# Lubola
Lubola – wieś w Polsce położona w województwie łódzkim, w powiecie poddębickim, w gminie Pęczniew.
Wieś królewska (tenuta) w powiecie sieradzkim województwa sieradzkiego w końcu XVI wieku. 

## Historia
Pierwsza pisana wzmianka o wsi pochodzi z 1406 r. Do XVI w. była własnością szlachecką, później - do II rozbioru Polski stanowiła królewszczyznę. Na pocz. XIX w. była własnością Ferdynanda z Sienna Potworowskiego. W latach 30. XIX wieku dziedzicem był Antoni Hendel, major Wojska Polskiego, oficer Napoleona Bonaparte, powstaniec listopadowy, odznaczony orderem Virtuti Militari. Zmarł tu w 1839, spoczywa na cmentarzu w Brodni. W pobliżu dawne folwarki założone przez Potworowskiego: Ferdynandów, Józefka i Jadwichna.
Do 1937 roku siedziba gminy Lubola. W latach 1954–1972 wieś należała i była siedzibą władz gromady Lubola. W latach 1975–1998 miejscowość administracyjnie należała do województwa sieradzkiego.